# Abbas Ebrahimzade
Abbas Mohammadreza Ebrahimzade Sawadkuhi (pers. میلاد والی‌زاده; ur. 12 września 2002) – irański zapaśnik walczący w stylu wolnym. 
Brązowy medalista mistrzostw Azji w 2025. Trzeci na MŚ U-23 w 2024 roku. 